# Индо-исламская архитектура
Индо-исламская архитектура — архитектурная культура полуострова Индостан, возникшая в результате распространения ислама и исламской культуры на территории Индии, Пакистана и Бангладеш в эпоху Средневековья. Самым знаменитым зданием индо-исламской архитектуры считается мавзолей Тадж-Махал.

## История возникновения
В 712 году Мухаммад бен Касим завоёвывает территорию Синда (современный Пакистан), где на тот момент преимущественно исповедовался буддизм. Чтобы укрепить свою власть и распространить ислам на территории Синда Мухаммад бен Касим строит город Мансура, украшением которого были исламские храмы и живописные сады. В 727 году была построена мечеть в пакистанском городе Банбхор (в настоящее время разрушена). Синд стал «воротами ислама» на полуострове Индостан.
Однако возникновение индо-исламской архитектуры относят к концу XII века, времени основания Дели как столицы государства Гуридов и созданию Делийского султаната. Несколько поколений династий родом из Центральной Азии и начиная с XV века правители Империи Великих Моголов распространяли ислам на территории Индостана и занимались активным строительством мечетей, медресе, мавзолеев.

## Делийский султанат
В 1199 году в Дели Кутуб-уд-Дино-Айбаком, первым султаном Дели, было начато строительство религиозного комплекса Кутуб. Зодчие в первую очередь ориентировались на иранские архитектурные традиции. Однако скульптурные украшения были выполнены в индийском стиле. Особое внимание заслуживает Кутубский минарет, состоящий из пяти целендрических секций, каждая из которых украшена балконом, поддерживаемым сотовым сводом.
Особого внимания заслуживает и мечеть Адхай Дин Ка Джхонпра в городе Аджмер в штате Раджастхан, Индия. Это одна из старейших мечетей в Индии и самое старое сохранившийся здание в Аджмере. Интересно, до начала исламизации Индии это здание было индуистским храмом. Однако в 1213 году для султанов Дели он был перестроен под мечеть. Само здание мечети имеет 10 куполов и 124 колонны. В 1230 году были добавлены 7 подковообразных арок.

## Империя Великих Моголов
Империя Великих Моголов — исламская империя, просуществовавшая в Индии с 1526 по 1857 год. Могольская архитектура соединила в себе традиции персидской, турецкой, арабской, среднеазиатской и родной индийской архитектурных школ. Также особенностью могольской архитектуры можно назвать масштабность и величественность зданий, строгую симметрию.
В 1605—1613 годах была построена гробница Акбара, гробница могольского императора Акбара. Она является важным архитектурным шедевром Великих Моголов и располагается в Сикандре, штат Уттар-Прадеш, Индия
Самым узнаваемым зданием могольской и всей индо-исламской архитектуры стал Тадж-Махал, гробница для жены Шах-Джахана, которая умерла в 1631 году. 171 метровый мемориальный комплекс возвышается на зеркальной гладью пруда перед Тадж-Махалом. Особое внимание архитекторы уделяли и садам, окружающим гробницу.